# Іво Штакула
Іво Штакула (25 лютого 1923 — 26 жовтня 1958) — югославський ватерполіст.
Срібний призер Олімпійських Ігор 1952 року, учасник 1948, 1956 років.